# 管理技能开发
管理技能开发是以实证方法把管理实践中通用的、能够提高管理效率和成功率的、行为科学里定义的技能内涵，以大样本统计实证分析管理成功的关键技能的方式、方法、策略或技术，加以提炼，通过一系列精心设计的方法、工具，使这类行为活动的管理技能更容易学习和培养，在反复学习中体会相应的管理技能，达到熟能生巧的效果。
这些有关管理成功的关键技能主要包括：沟通，时间压力管理，个体决策管理，发现、界定和解决问题，激励和影响他人，授权，目标设置和阐明愿景，自我意识，团队建设，冲突管理等。
下面以个人技能、人际关系技能和团体技能等范畴简要介绍管理技能开发的相关内容。

## 个人技能
这些技能关注于那些也许不包括他人而只与自我管理相关的问题，因此归于个人技能。

### 开发自我意识
开发自我意识是提高管理技能的核心，也是自我管理的核心。当自我意识和优先次序失衡等基本问题没有解决之前，易识别的表现之一就是时间压力管理问题，并带来后续的一系列问题。因此，开发自我意识是管理技能开发的基石。大量证据表明，那些有更好的自我意识的人更为健康，在管理和领导角色上更出色，并且在工作中的生产力更高。
开发自我意识是成长和提高的前提条件与激励因子。我们都有各自的自我概念，当个体遇到对自我概念不利或具有威胁性的信息时，会在心理上和情绪上变得十分强硬，往往会加倍努力来保护自己所熟悉和让自己感到舒适的环境。这种反应可能成为阻碍自我意识提升及管理技能成长和提高的因素。如果我们能够从正面去理解自我表露过程中从他人那里获得的支持和反馈，都是在帮助我们不断修正自己，在这个“顿悟”过程当中可能会有很大困难，并且会体验证到精神上的痛苦，但这是成长的基石，这过程中要学会和理解差异，谋求共识；而不是刻意区别以制造矛盾。这种共识重点在于自己体验到“哦，我现在知道了”的感觉，明白这些差异在帮助自己获得更高自我意识的信息或是要求，而不是从负面或反向理解为是对自己的威胁或是伤害。那么，这种正面的理解能够有助于提升自我意识，促进自我价值观的成熟，从自我中心水平向遵从水平发展，更进而达到原则水平。
自我中心水平（前习俗水平）是在法律、规则、传统习俗、社会期望中被要求那样做，违者可能会受到惩罚；遵从水平（习俗水平）可以是说学习并接受了这些外在的要求，是一种自觉的、内在的遵从，并寻求获得社会的认可和尊敬；原则水平（后习俗水平）是一种内化的原则，相信在道德上是正确的，如果要在遵从法律和遵从原则之间选择，他们选择原则，在原则性个体中，内化的原则超越了规则和法律。
对待同一件事情，也许这三个水平的个体表现出来的行为一样，但他们内在的思考过程决对不同。可参见海因茨伦理困境。
当自我意识处在一个较高的水平上时，对于自我意识涵盖的领域如：人生价值观、认知风格、变革取向、人际取向这四个对于促进成功管理的主要领域内，都会处理的很好，特别是在对待变化的态度上，那些认为内因起决定性作用的领导者比那些认为外因起决定性作用的领导从事更多的新活动，更多的冒险项目，在经济界更有领导地位，有更长期的规划，对环境更多的考虑，并且拥有发展水平更高的技术。在美国文件大多数情景下，往往可能是更有效的管理者。
自我意识培训不仅有助于个体提高自我理解和自我管理的能力，使个体能够选择更可能感到舒适、表现更高效的情绪，而且它对帮助个体理解人们之间的差异、理解不同视角的人的观点也是重要的。只有个体在自我意识上有坚实的基础，开发这些领域内的技能才能成功地实现。

## 人际关系技能
这些技能主要集中在与他人互动的问题上，相互之间可能有重叠部份，但是一个管理者必须掌握若干相关技能才能有效应用这些技能。

## 团体技能
这些技能关注当以领导者或团队成员身份加入团体时的关键问题。与个人技术、人际关系际能都有所重叠。当从个人进展到人际进而再到团队技能时，前述技能领域所培训的核心能力有助力于在新技能领域中的表现。